# Sphingicampa quadrilineata
Sphingicampa quadrilineata is een vlinder uit de familie van de nachtpauwogen (Saturniidae). De wetenschappelijke naam van de soort is voor het eerst geldig gepubliceerd in 1867 door Grote & Robinson.